# Bastionul Graft din Brașov

Bastionul Graft

Bastionul Graft dinspre arcadă

Bastionul Graft din Brașov sau Bastionul Poartă (germană Torbastei), cum s-a mai numit din pricina formei sale, parte din cetatea Brașovului, a fost construit între anii 1515 - 1521, apărat și întreținut pe costurile breslei șelarilor, fiind menit să facă legătura între oștenii din cetate și Turnul Alb. Poziția sa, aflată aproape la mijlocul laturii de nord-vest a cetății, a făcut ca bastionul să sporească posibilitățile de apărare a acelei zone.

## Istoric
În secolul al XVI-lea zidul de nord-vest al cetății este dublat de încă un zid exterior. Tot atunci au fost captate apele care veneau din Șchei într-un canal (în germana vremii Graft), care curgea la poalele zidului nou construit. Bastionul Graft a fost proiectat așadar ca o punte peste canal. El avea la bază o grosime de circa 4 metri și era structurat pe două etaje și un pod, dotate cu goluri de tragere și guri de păcură păstrate până astăzi. Accesul spre Turnul Alb era asigurat printr-un pod care urca panta pana in dreptul intrarii in Turnul Alb de unde aparatorii coborau o scara pentru a permite intrarea in turn. 
Din cauza unei inundații mari, în urma unei ploi torențiale la 24 august 1809, zidul exterior de incintă a fost mult slăbit prin spălarea fundațiilor (datorită zidurilor orașului, toată cantitatea de precipitații din Șchei trebuia să se scurgă de-a lungul canalului Graft). De aceea, arhitecții orașului au găsit o soluție prin construirea a trei arcade de sprijin, peste pârâu, în 1822.
În secolul XX, când zidul a fost străpuns pentru a asigura a doua ieșire a cinematografului Corso (astăzi Royal) și cu ocazia construcției unei case de locuit pentru fabricantul Friederich Czell, două dintre arcade au dispărut, o dată cu porțiunea de zid care le sprijinea. Inscripția de pe peretele nordic al Bastionului Graft, inițial în opt rânduri și - astăzi - în mare parte ilizibilă, nu a mai putut fi restaurată, deoarece nu s-a identificat nici o copie a ei.
Renovat întâi în anul 1976 sub conducerea arhitectului Günther Schuller, apoi în anii 2004 - 2005, înăuntrul bastionului s-a amenajat o secție a Muzeului Județean de Istorie Brașov cu tematica „Meșteșugarii din Brașov - apărători ai cetății” și un magazin de produse meșteșugărești, desființat mai apoi.

### Muzeul actual, amenajări
Expoziția, aflată la etajul al doilea al bastionului, cuprinde arme, armuri și muniții utilizate la apărarea cetății, panouri informative cu facsimile din documente și fotografii/litografii ale fortificațiilor medievale ale Brașovului.
Traseul către Turnul Alb a fost refăcut printr-o serie de trepte care urcă pieptiș panta dealului Warthe.